# Glyn Daniel
Glyn Edmund Daniel (* 23. April 1914 in Lampeter Velfrey, Wales; † 13. Dezember 1986) war ein britischer Archäologe.

## Leben
Geboren wurde Daniel am 23. April 1914 in Lampeter Velfrey in Pembrokeshire, wo sein Vater Lehrer war. Wegen der Übernahme der Leitung einer Schule zog die Familie nach Llantwit Major in Glamorganshire. Seine Kindheit und Jugend verbrachte Daniel in Südwales, zur Schule ging er in Barry. Später studierte Daniel Geologie an der Cardiff University, bevor er seit 1932 am St John’s College in Cambridge Archäologie und Anthropologie studierte und dort nach seinem Abschluss lehrte.
Von 1974 bis 1981 war Daniel Disney Professor of Archaeology an der Universität Cambridge und hatte damit einen der renommiertesten Lehrstühle in diesem Fachgebiet inne. Er war zudem von 1958 bis 1985 Herausgeber der Fachzeitschrift Antiquity. 1982 wurde er zum Mitglied (Fellow) der British Academy gewählt.
Sein Forschungsgebiet war insbesondere das europäische Neolithikum; besondere Leistungen liegen jedoch im Bereich der Luftbildarchäologie, insbesondere in der Aufarbeitung und Darstellung der archäologischen Forschungsgeschichte. Daniel engagierte sich zudem in der Vermittlung der Archäologie an eine breite Öffentlichkeit. Er ist Autor oder Herausgeber vieler auch ins deutsche übersetzter populärwissenschaftlicher Publikationen und Reihen. Unter dem Pseudonym Dilwyn Rees verfasste er Kriminalromane.

## Veröffentlichungen (Auswahl)
als Glyn Daniel
- mit Thomas G. E. Powell: Barclodiad y Gawres. The excavation of a megalithic chamber tomb in Anglesey, 1952–1953 (= Liverpool monographs in archaeology and Oriental studies.). Liverpool University Press, Liverpool 1956.
- The Megalith builders of Western Europe. Hutchinson, London 1958.
- The first civilizations. The archaeology of their origins. Penguin books, Harmondsworth u. a. 1968, (Nachdruck: Phoenix Press, London 2003, ISBN 1-84212-500-1).
- (Hrsg.): The illustrated encyclopedia of archaeology. MacMillan, London 1978
  - Deutsche Ausgabe: Lübbes Enzyklopädie der Archäologie. Herausgeber der deutschen Ausgabe Joachim Rehork. Lübbe, Bergisch Gladbach 1980, ISBN 3-7857-0236-1.
- A short history of archaeology (= Ancient peoples and places 10, ZDB-ID 418077-X). Thames and Hudson, London 1981 (in deutscher Sprache: Geschichte der Archäologie. Lübbe, Bergisch Gladbach 1982, ISBN 3-7857-0328-7 (und öfter)).
- Some small harvest. The memoirs of Glyn Daniel. Thames & Hudson, London 1986, ISBN 0-500-01387-X.
- Writing in antiquity. An anthology of editorials from „Antiquity“. Thames & Hudson, London 1992, ISBN 0-500-01532-5.

als Dilwyn Rees
- The Cambridge murders. Victor Gollancz, London 1945.
- Welcome death. Victor Gollancz, London 1954 (In deutscher Sprache: Der Kris. Nest Verlag, Frankfurt am Main 1960).